# Morton Schamberg
Morton Livingston Schamberg (ur. 15 października 1881 w Filadelfii, zm. 13 października 1918 tamże) – amerykański malarz, rzeźbiarz i fotograf, przedstawiciel precyzjonizmu.

## Życiorys
Morton Schamberg był pierwszym malarzem, który użył obrazów z dziedziny przemysłu i mechaniki jako podstawy sztuki geometrycznej, która na początku XX w. rozwinęła się w styl zwany precyzjonizmem.
W latach 1899–1903 studiował architekturę na University of Philadelphia, a następnie malarstwo pod kierunkiem Williama Chase’a na Pennsylvania Academy of the Fine Arts. Po jej ukończeniu w 1906 wyjechał wraz z przyjacielem Charlesem Sheelerem do Paryża. Na początku 1909 zetknął się ze sztuką Paula Cézanne’a, Vincenta van Gogha, Henriego Matisse’a, Pabla Picassa i Georges’a Braque’a, co wywarło głęboki wpływ na jego dalszy rozwój. Po powrocie do Filadelfii założył z Charlesem Sheelerem studio fotograficzne, z którego obaj się utrzymywali.
W latach 1910–1912 Schamberg zaczął włączać do swojej sztuki elementy kubizmu. W 1913 wziął udział w wystawie Armory Show. Zapoznał się wówczas z pracami artystów reprezentujących Szkołę z Puteaux: Alberta Gleizesa, Jacques’a Villona i Jeana Metzingera. Pod ich wpływem porzucił w większej części naturalistyczną kolorystykę i zaczął stosować rozbijanie formy na mniejsze fragmenty. Powstała wówczas seria figuratywnych obrazów, tzw. Geometric Patterns (wzorce geometryczne), a po nich krajobrazy, zbudowane z pryzmatycznych plaszczyzn w kolorze niebieskim, różowym, żółtym i zielonym, pogrupowanych w charakterystycznych kombinacjach i zestawieniach.
Ok. 1916 jego styl zmienił się radykalnie, artysta większy nacisk położył na linię i strukturę. Podzielał dążenie dadaistów do technologii, podkreślał formalne piękno maszyn. Wywarł wpływ na innych malarzy, w tym Charlesa Sheelera, Charlesa Demutha i Elsie Driggs, którzy przejęli jego mechaniczną tematykę do swoich prac.
Dał się szerzej poznać w 1918 dzięki rzeźbie God, jednej z pierwszych przykładów rzeźby dadaistycznej w Stanach Zjednoczonych. Była ona wykonana z syfonu zamontowanego na skrzynce uciosowej i symbolizowała uwielbienie Amerykanów dla maszyny.
Schamberg zmarł podczas epidemii grypy w Filadelfii w 1918.

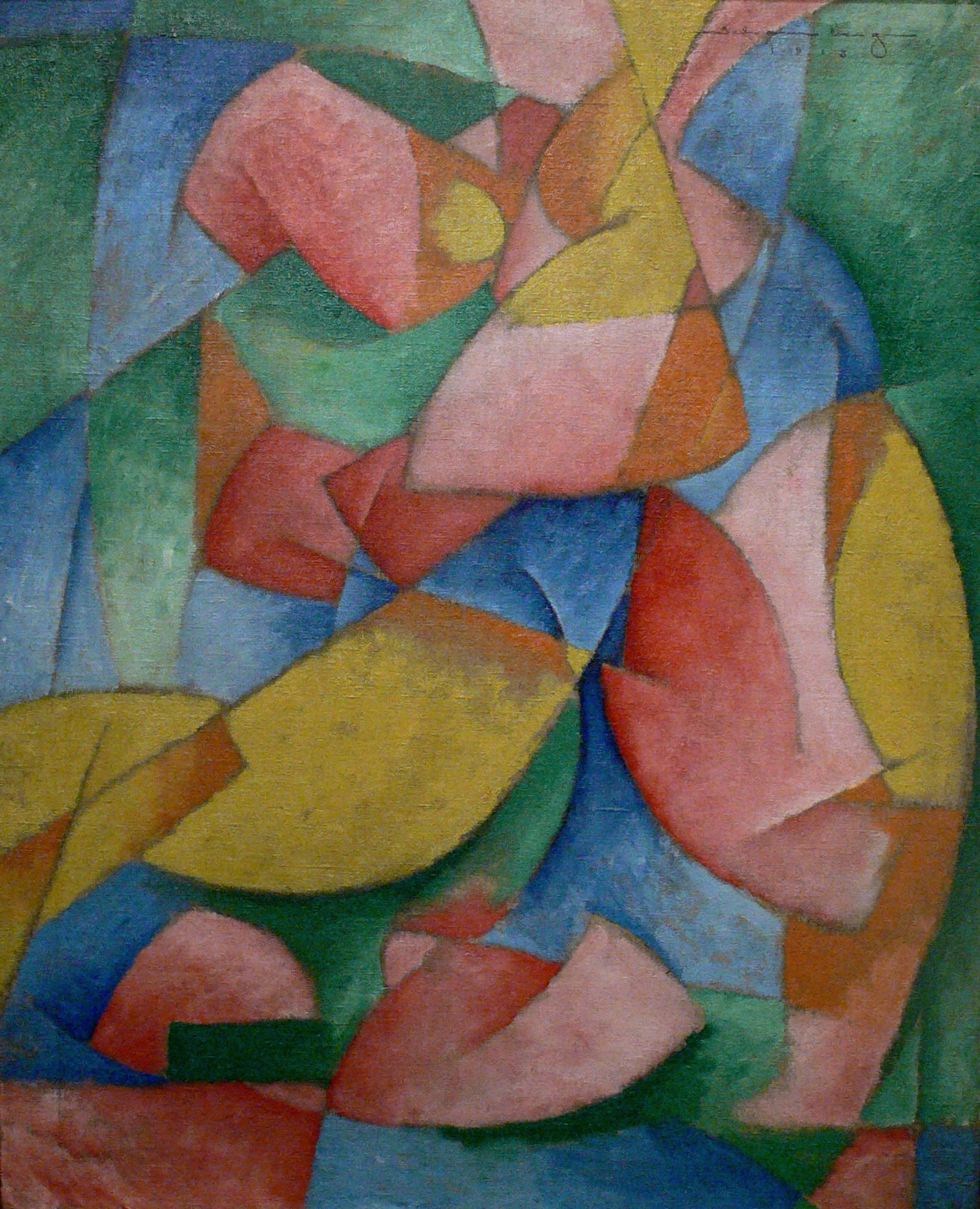
Figure, 1913
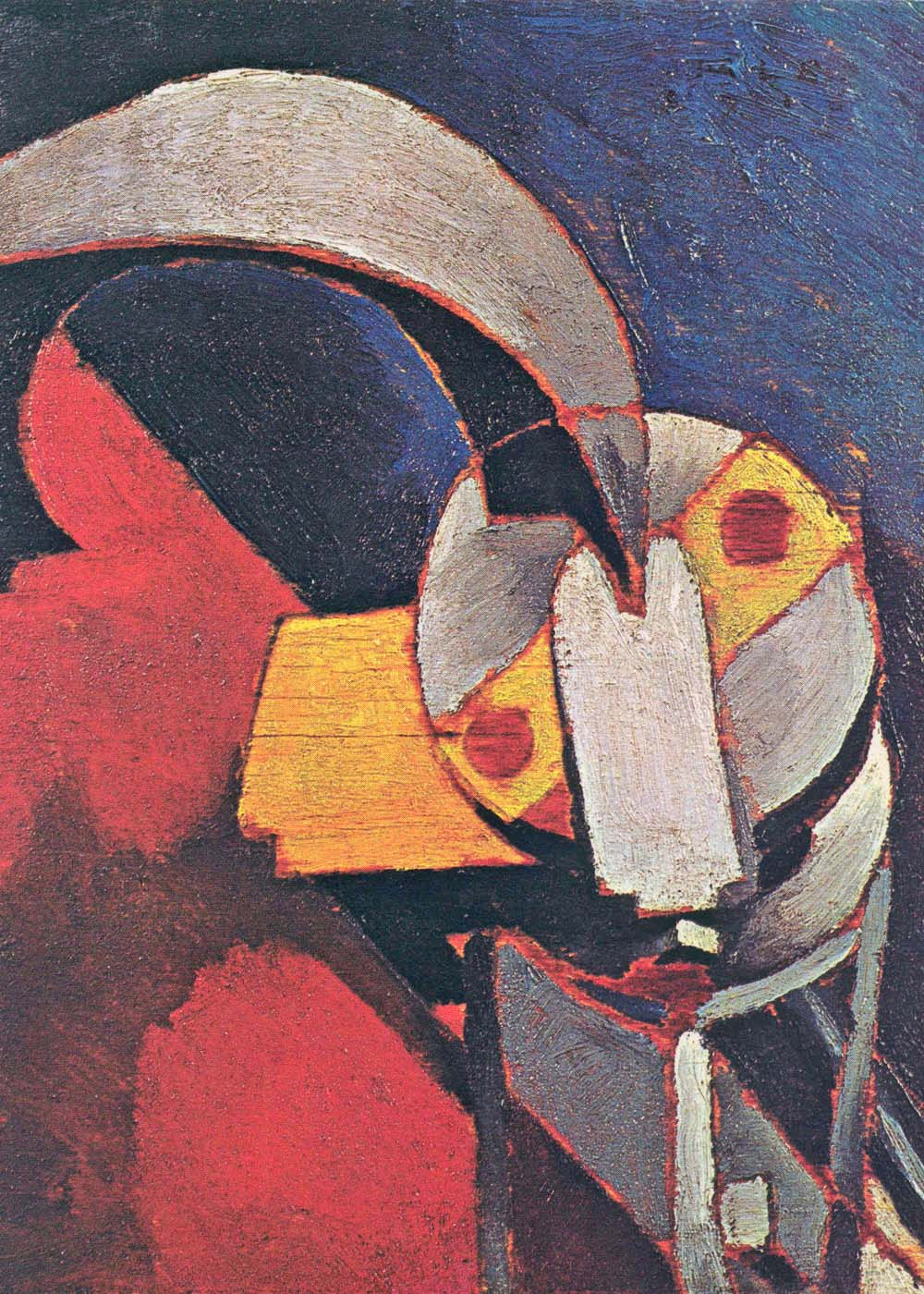
Machine Form, 1916
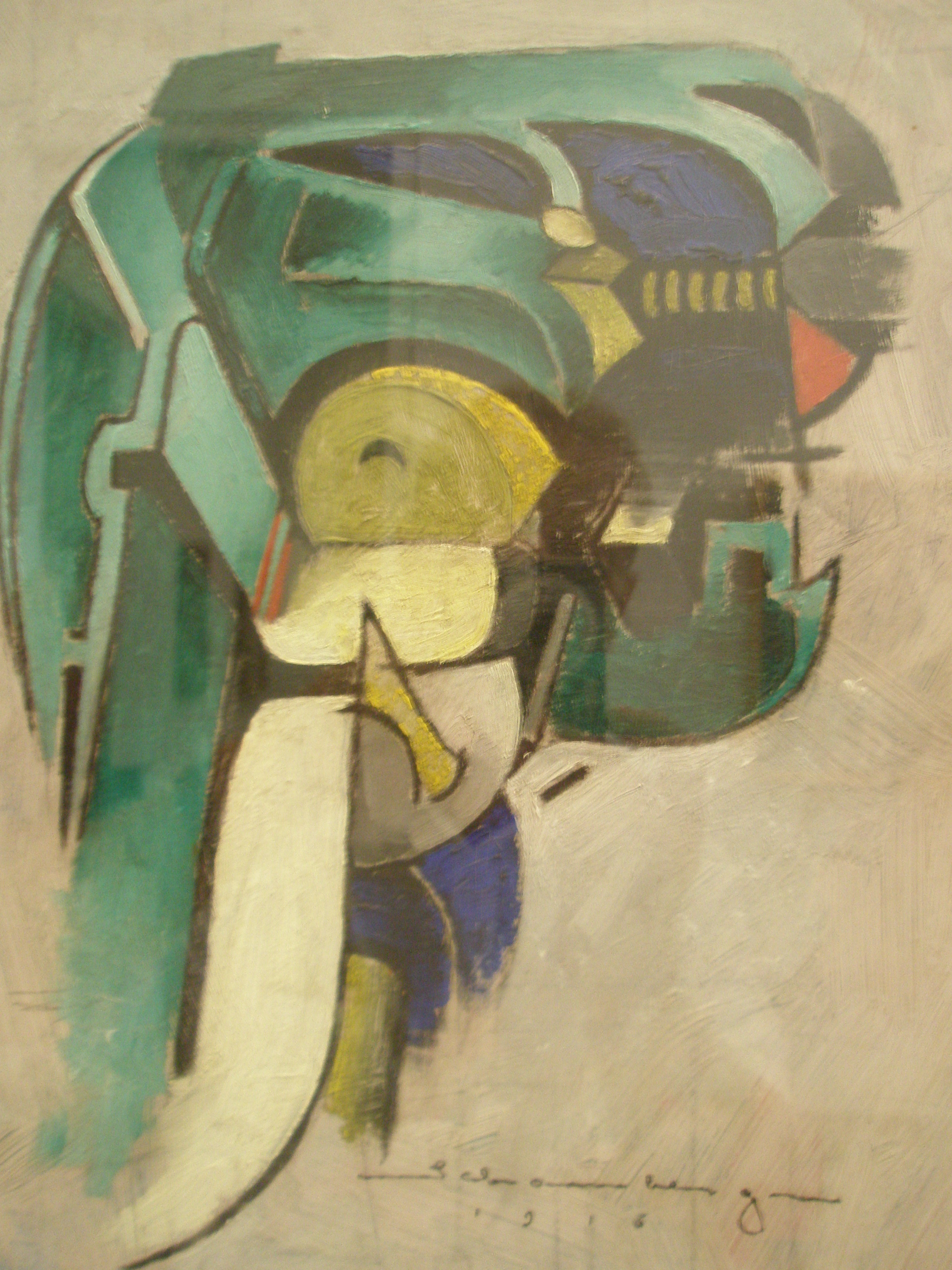
Painting IV (Mechanical Abstraction), 1916
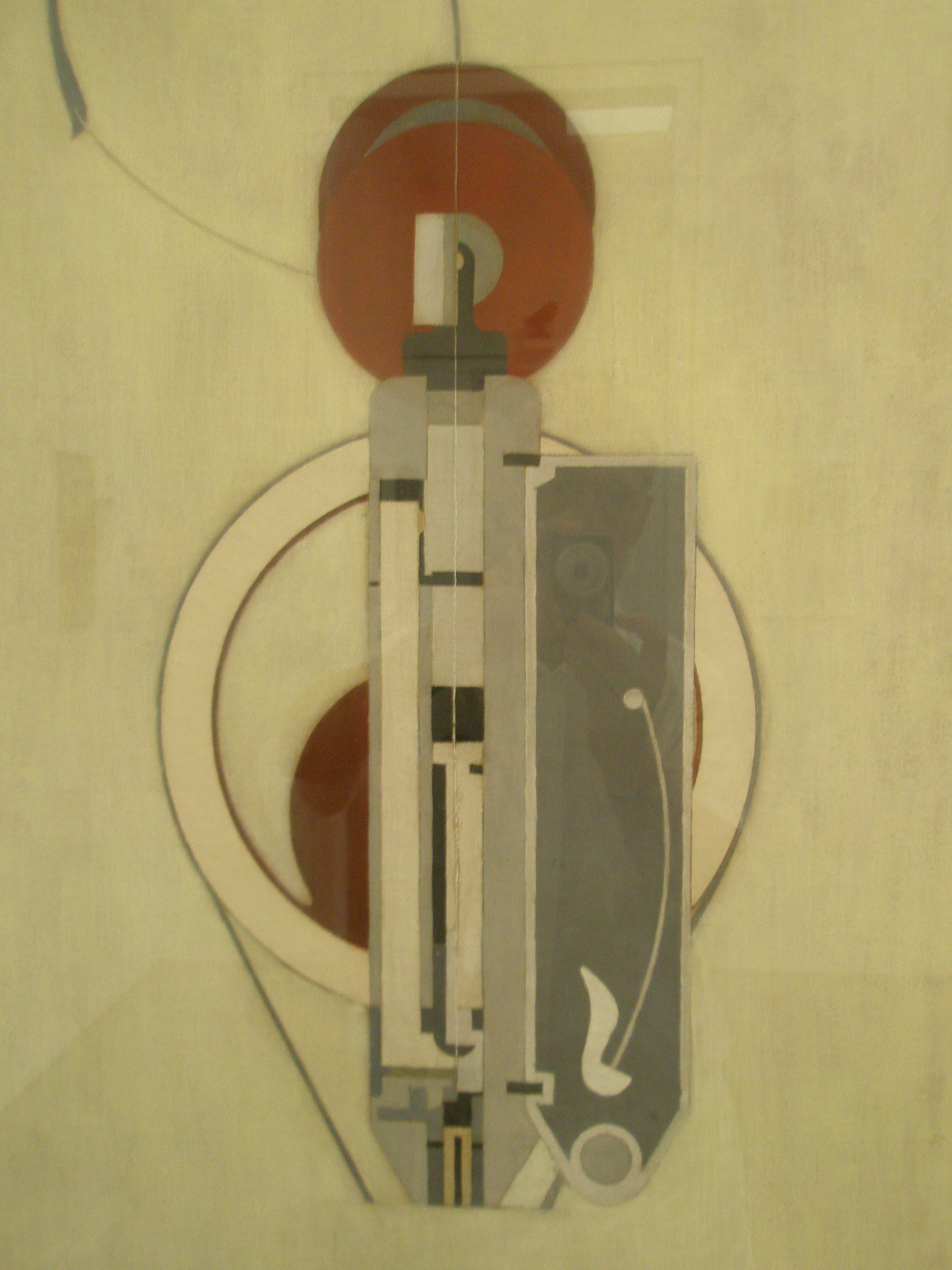
Painting VIII (Mechanical Abstraction), 1916